# Enrico Cisnetto
Enrico Cisnetto (Genova, 23 maggio 1955) è un editorialista, economista e conduttore televisivo italiano.

## Attività professionale
Sposatosi con Iole Sacchi nel 1977, ha una figlia di nome Valentina. Inizia la sua carriera giornalistica nel 1980 al Secolo XIX, diventando poi direttore di diverse testate della Rusconi e vicedirettore del quotidiano L'Informazione e del settimanale Panorama, durante la gestione di Andrea Monti. In un'intervista concessa a Claudio Sabelli Fioretti qualche anno dopo, Cisnetto raccontò che a seguito di un diverbio tra l'amministratore delegato Franco Tatò e Silvio Berlusconi causato da una vignetta di Forattini non gradita al premier, quest'ultimo avesse annunciato a Cisnetto la nomina a nuovo direttore di Panorama, ruolo che invece venne poi assegnato a Giuliano Ferrara.
Successivamente ha scritto per molte testate, come Il Messaggero, Il Foglio, Il Gazzettino, La Sicilia, Oggi, Il Mondo, Liberal e Public Policy. È stato fino al 2012 editorialista della trasmissione radiofonica su Rai Radio 1 Zapping. È stato docente di Finanza alla Scuola di Giornalismo della Libera università internazionale degli studi sociali Guido Carli e alla Scuola Superiore di Polizia Tributaria della Guardia di Finanza. È stato presidente della società campana dei beni culturali Scabec e dell'associazione culturale "Società Aperta, circoli per l'altra Italia", da lui fondata nel 1992. Nel 1998 ha fondato lo “Studio Cisnetto”, attraverso cui esercita un’attività di consulenza politico-strategica, e “Incontra”, con cui organizza iniziative nel campo della cultura e dell’editoria.
Ha ideato e condotto dal 2002 al 2012 Cortina InConTra, la più importante rassegna culturale estiva dedicata all'attualità, ospitata dalla perla delle Dolomiti. Dal 2010 organizza con lo stesso format la trasmissione Roma InConTra. Attualmente ha lanciato WarRoom di Roma InConTra, il format web nato durante la crisi legata alla pandemia di COVID-19. Di formazione politica repubblicana, è stato allievo di Ugo La Malfa. È tifoso della Sampdoria, di cui è stato consigliere di amministrazione. Attualmente è direttore di TerzaRepubblica.it.

## Riconoscimenti
Ha ricevuto nel 2000 il Premio Capalbio per l'economia e nel 2001 il Premio Saint Vincent per la divulgazione economica.